# Nikon F70
Nikon F70 (w Stanach Zjednoczonych sprzedawany pod nazwą N70) jest lustrzanką jednoobiektywową na film małoobrazkowy 35mm produkowaną przez firmę Nikon. Wprowadzona na rynek w 1994 roku.
W aparacie zastosowany został nowatorski sposób zmiany ustawień przez użycie kombinacji klawiszy Function i Set wraz z pokrętłem. Z tego powodu nie zdobył wielkiej popularności, gdyż sposób jego obsługi był całkowicie inny niż w pozostałych lustrzankach tamtej epoki.

## Parametry
- Typ aparatu: Lustrzanka jednoobiektywowa
- Format klatki: 24mm x 36mm - film 35mm
- Mocowanie obiektywu: bagnet Nikon F
- Obiektywy: Nikkor typ D, AF-I, AI-P, AI, AI-S lub inne zgodne
- Nastawianie ostrości: Autofocus, ręczny z elektronicznym dalmierzem
- Pole pomiarowe AF: Szerokie i punktowe
- Rodzaje AF: Pojedynczy i ciągły ze śledzeniem obiektu
- Zakres działania AF: od 1 do 19 EV (przy 100 ISO)
- Elektroniczny dalmierz: Dostępny z obiektywami AF i manualnymi o jasności co najmniej f/5.6
- Sposoby pomiaru oświetlenia: Matrycowy 3D z 8-segmentowym czujnikiem, centralnie ważony i punktowy
- Zakres pomiaru: od -1 do 20 EV przy pomiarze matrycowym i centralnie ważonym, od 4 do 20 EV przy pomiarze punktowym - dla 100 ISO i przy obiektywie f/1.4
- Automatyka programowana: Pełna automatyka, priorytet czasu, priorytet przysłony, tryb ręczny
- Programy Vari: Portretowy, głębi ostrości, pejzażowy, zdjęć z bliska, sportowy, sylwetkowy, zdjęć nocnych i zdjęć w ruchu
- Migawka: pionowa, o sterowaniu elektromagnetycznym
- Zakres czasów migawki: 1/4000s do 30s co 1/3 EV oraz czas B
- Zakres czułości filmu: dla kodu DX od 25 to 5000 ISO, dla ustawienia ręcznego od 6 to 6400 ISO
- Przesuw filmu: o jedną klatkę, seryjny 2 lub 3,7kl/s - możliwy przesuw normalny i cichy
- Zwijanie powrotne: Normalne ok. 12s dla filmu 36 kl. lub ciche ok. 22s dla filmu 36 kl.
- Wbudowana lampa błyskowa: liczba przewodnia 14 dla 100 ISO, kąt rozsyłu światła dla obiektywu 28mm, pomiar TTL, redukcja czerwonych oczu, synchronizacja na drugą lamelkę
- Synchronizacja błysku: najkrótszy czas - 1/125s
- 3 zapisywalne ustawienia użytkownika
- Blokada ekspozycji
- Źródło prądu: baterie litowe 2xCR123A
- Pobór prądu:
  - Wyłączony 22 uA
  - Włączony w st. spocz. 61 uA
  - Włączony - pom. ekspoz. 135 mA
  - Ostrzenie obiektywu 492 mA
  - Ładowanie lampy błysk. 1100 mA
- Wymiary: 15x105x70mm
- Waga: 585 g bez baterii[2][3]